# Mehdi Zeidvand
Mehdi Zeidvand (12 de julio de 1992), es un luchador iraní de lucha grecorromana. Compitió en Campeonato Mundial en 2015 consiguiendo un 34.º puesto. Ganó dos medallas en Campeonatos Asiáticos, de plata en 2013. Tercero en Campeonato Mundial de Juniores del año 2013.